# Дача Громова
Дача Громова — старинная усадьба в Лопухинском саду на Аптекарском острове Санкт-Петербурга.

## История
Деревянная усадьба купца В. Ф. Громова была построена в середине XIX века по проекту архитектора Георгия Винтергальтера, А. М. Горностаевым была пристроена оранжерея.
Василий Громов был известным купцом, меценатом и одним из основателей Императорского общества садоводства. Под его руководством здание усадьбы гармонично вписалось в окружающий ландшафт Лопухинского сада, владельцем которого он являлся с 1848 года.

Живописец Алексей Боголюбов, бывавший на даче у Громова, отмечал:
Сад содержался роскошно. Дом стоял, что дворец загородный. Били фонтаны, была пароходная пристань и лёгкий паровой катер для прогулок, а по другую часть въезда стояла превосходная громадная оранжерея, где иногда зимой давались феерические праздники под громадными пальмами и другими редкими растениями...
В мае 1869 года в Петербурге состоялась международная выставка садоводства, дача и сад Громова стали предметом осмотра и восхищения зарубежных гостей. В это время дачу Громова окружал садово-парковый ансамбль, содержаший фонтаны, аллеи, гроты, павильоны и мосты, украшенные декоративными растениями с электрической подсветкой.
После смерти В. Ф. Громова в 1878 дача перешла по наследству к его брату — Илье Федуловичу Громову, вледевшим усадьбой до 1882 года.
Следующим владельцем дачи стал В. А. Ратьков-Рожнов, компаньон Громова и совладелец торгового дома «Громов и К°».
В 1890-х годах усадьбу арендовал писатель и поэт И. И. Ясинский, которого неоднократно посещал А. П. Чехов. Последним владельцем усадьбы стал банкир Фёдор Александрович Алферов, отдавший в 1899 году бо́льшую часть территории приусадебного парка под строительную застройку.

### Усадьба в советское время
В 1926 году здесь располагался Клуб Союза рабочих государственных учреждений имени Ф. Э. Дзержинского, а с 1939 года — Дом пионеров. С 1938 года в двухэтажном здании 1877 года по адресу ул. Академика Павлова 13а размещалась студия ленинградского телевидения — Опытный ленинградский телевизионный центр (ОЛТЦ).
Позже, здания дачи Громова занимал ряд различных контор и организаций.

## Реставрация усадьбы
В 1991 году по решению Санкт‑Петербургского городского Совета народных депутатов Лопухинскому саду возвращено историческое название. В 1993 году зданию присвоен статус объекта культурного значения регионального значения. Деревянное здание оранжереи у дачи В. Ф. Громова с садом и оградой — одно из немногих сохранившихся в центре города деревянных исторических зданий, имеющих комплексную сохранность интерьеров.
В 2015 году по программе КГИОП началась разработка проектной документации. Строительно-реставрационные работы производились в 2016—2019 годах.
В процессе расчистки интерьеров была обнаружена уникальная живопись, в подвале были обнаружены мраморные скульптуры и гипсовый бюст, предположительно, отца бывшего владельца дачи (Ф. Г. Громова).
Сохранившиеся цветные витражи из стекла с нацветом и гравировкой, являются уникальными и одними из самых ранних образцов декоративного остекления подобного типа, которое не сохранилось в других зданиях Петербурга.

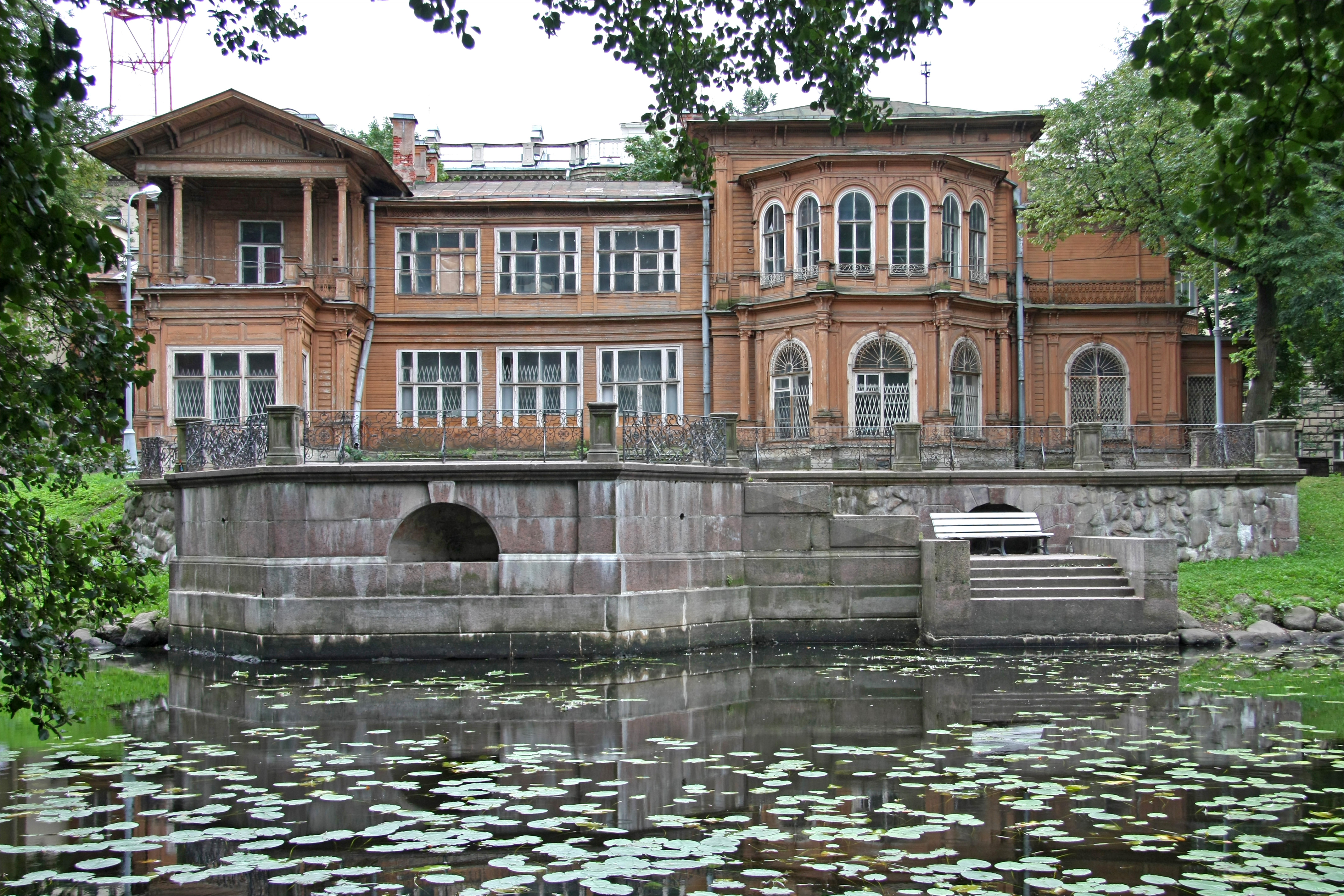
Здание дачи Громова, 2010 год
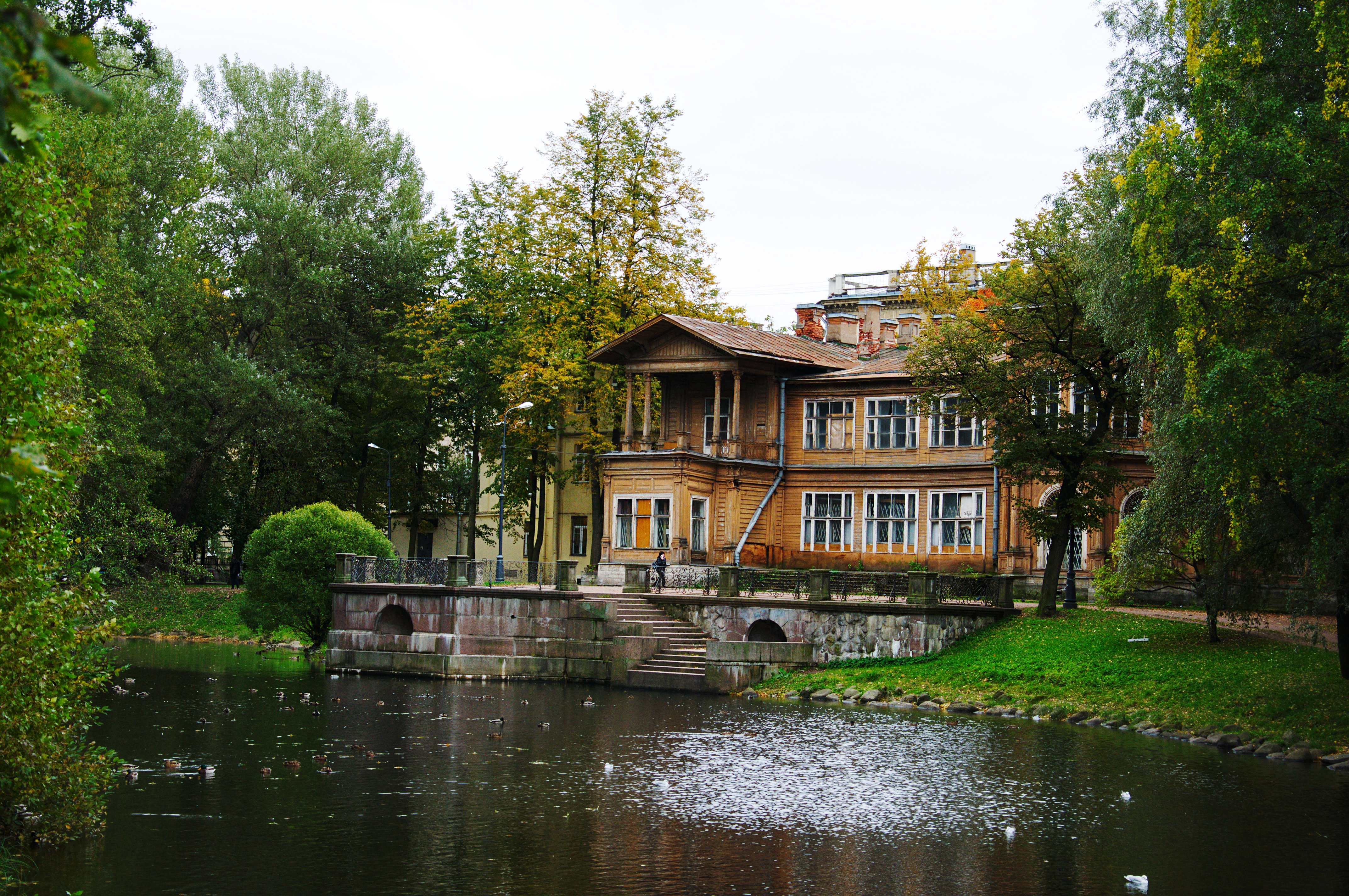
Вид на усадьбу, 2013 год
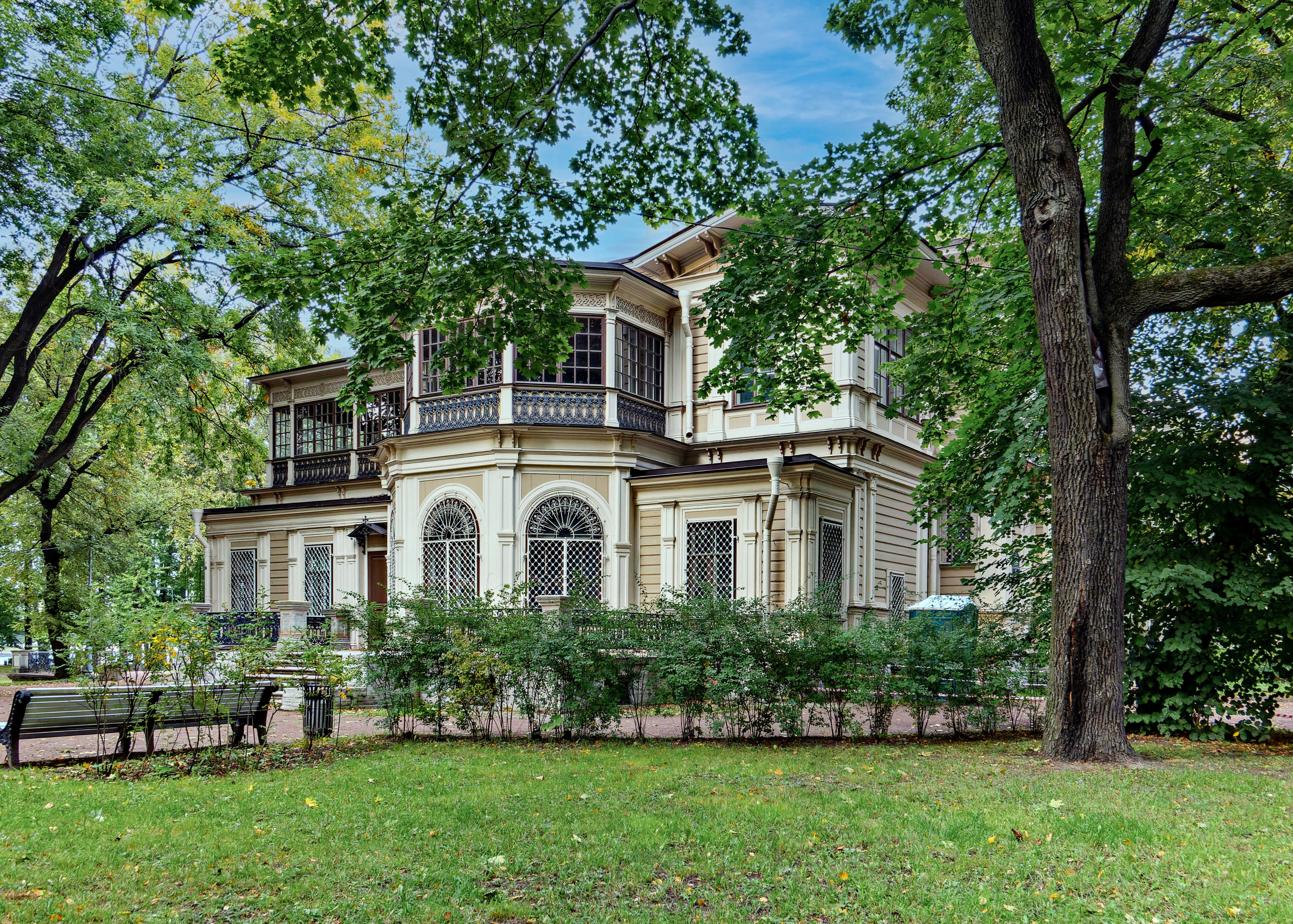
Дача Громова после реставрации, 2023 г.